# OR52J3
OR52J3 (англ. Olfactory receptor family 52 subfamily J member 3) – білок, який кодується однойменним геном, розташованим у людей на короткому плечі 11-ї хромосоми. Довжина поліпептидного ланцюга білка становить 311 амінокислот, а молекулярна маса — 35 091.
| 10         |  | 20         |  | 30         |  | 40         |  | 50         |
| ---------- |  | ---------- |  | ---------- |  | ---------- |  | ---------- |
| MFYHNKSIFH |  | PVTFFLIGIP |  | GLEDFHMWIS |  | GPFCSVYLVA |  | LLGNATILLV |
| IKVEQTLREP |  | MFYFLAILST |  | IDLALSTTSV |  | PRMLGIFWFD |  | AHEINYGACV |
| AQMFLIHAFT |  | GMEAEVLLAM |  | AFDRYVAVCA |  | PLHYATILTS |  | QVLVGISMCI |
| VIRPVLLTLP |  | MVYLIYRLPF |  | CQAHIIAHSY |  | CEHMGIAKLS |  | CGNIRINGIY |
| GLFVVSFFVL |  | NLVLIGISYV |  | YILRAVFRLP |  | SHDAQLKALS |  | TCGAHVGVIC |
| VFYIPSVFSF |  | LTHRFGHQIP |  | GYIHILVANL |  | YLIIPPSLNP |  | IIYGVRTKQI |
| RERVLYVFTK |  | K          |  |            |  |            |  |            |

A: Аланін

C: Цистеїн

D: Аспарагінова кислота

E: Глутамінова кислота

F: Фенілаланін

G: Гліцин

H: Гістидин

I: Ізолейцин

K: Лізин

L: Лейцин

M: Метіонін

N: Аспарагін

P: Пролін

Q: Глутамін

R: Аргінін

S: Серин

T: Треонін

V: Валін

W: Триптофан

Кодований геном білок за функціями належить до рецепторів, g-білокспряжених рецепторів, білків внутрішньоклітинного сигналінгу. 
Локалізований у клітинній мембрані.